# Stanislaw Gustawowitsch Strumilin

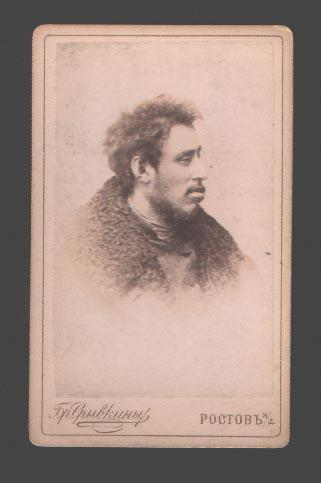

Stanislaw Gustawowitsch Strumilin (russisch Станислав Густавович Струмилин, * 17. Januarjul. / 29. Januar 1877greg. in Daschkiwzi (Winnyzja), Oblast Winnyzja; † 25. Januar 1974 in Moskau) war ein sowjetischer Statistiker und Ökonom.
Strumilin war ab 1899 Mitglied der Sozialdemokratischen Arbeiterpartei. Er wurde mehrmals verhaftet und floh aus der Verbannung. Bis 1920 war er Menschewik, ab 1923 Mitglied der Kommunistischen Partei. Ab 1921 arbeitete er auf Vorschlag Lenins in der Staatlichen Plankommission. Strumilin gilt als einer der Begründer der sowjetischen Statistik. 1931 wurde er zum Mitglied der Akademie der Wissenschaften der UdSSR gewählt. Er war Mitglied der Polnischen Akademie der Wissenschaften und der Rumänischen Akademie sowie Ehrendoktor der Universität Warschau. Er erhielt zahlreiche staatliche Auszeichnungen: Held der sozialistischen Arbeit (1967), Stalinpreis (1942), Leninpreis (1958), Leninorden, Orden des Roten Banners der Arbeit, Orden der Oktoberrevolution.